# Oinóné
Oinóné (latinsky Oinone) je v řecké mytologii nymfa z Tróady, dcera říčního boha Kebréna.
Do Oinóné se zamiloval mladý pastýř Paris, jako dítě zapuzený syn trojského krále Priama. Věštba pravila, že skrze tohoto královského syna bude Trója zničena. Oinóné Paridovu lásku opětovala, nemělo to však dlouhého trvání, protože Paris se zúčastnil pastýřských soutěží a věštkyně Kassandra v něm poznala vyhnaného králova syna.
Poté Paris byl vyzván bohy, aby rozsoudil soutěž krásy mezi bohyněmi Hérou, Athénou a Afrodítou. Měl dát jablko „té nejkrásnější“, to však nedokázal rozhodnout. Pomohlo to, že každá z bohyň mu nabídla nějaký zvláštní dar - moc, válečnou slávu nebo lásku krásné ženy. Přijal poslední dar, nabízený Afrodítou. Jí daroval zlaté jablko a ona mu
přisoudila krásnou Helenu, ženu spartského krále Meneláa. Paris pro ni doplul do Sparty, bohyně podnítily jejich vzájemnou lásku a Paris ji unesl do Tróje, kde se s ní oženil. Řekové sešikovali mohutné loďstvo a vojsko
a po devíti letech obléhání v desátém roce Tróju dobyli a rozbořili.
Paris také bojoval ve válce, nijak se však nevyznamenával. Jeho okamžik slávy přišel až nedlouho před jeho smrtí. Zabil velkého hrdinu Achillea šípem, jak mu přisoudila dávná věštba. Krytý vysokými hradbami vystřelil na příkaz boha Apollóna a ten řídil směr šípu do nechráněné Achillovy paty. Paris během chvíle byl také smrtelně raněn šípem Filoktétovým a v bolestech se vrátil na Ídu, kde byl v mládí pastýřem. Vzpomněl si na Oinóné, nepodařilo se mu ji však již nalézt.
Oinóné se o jeho smrti dozvěděla pozdě, spěchala se s ním však rozloučit. Naposledy mu projevila svou lásku, vrhla se do plamenů pohřební hranice a zemřela s ním.